# Kościół św. Michała Archanioła w Inowłodzu
Kościół świętego Michała Archanioła – rzymskokatolicki kościół parafialny należący do dekanatu Lubochnia diecezji łowickiej.

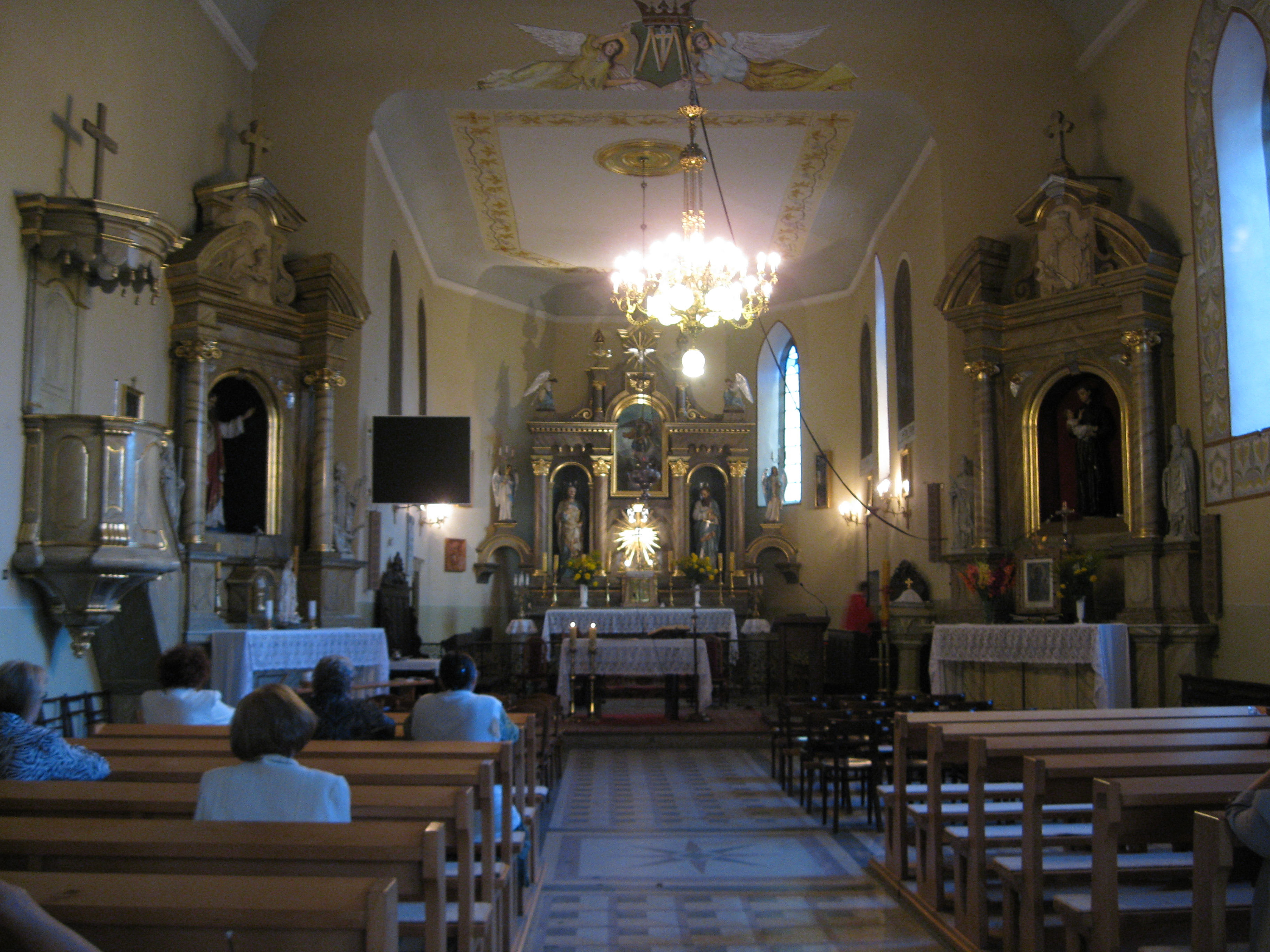
Wnętrze świątyni

Świątynia została zbudowana w 1520 roku. Jest to budowla orientowana, jednonawowa wzniesiona w stylu gotycko-renesansowym. Gruntownie została przebudowana w 1875, w stylu neogotyckim. Do wyposażenia kościoła należą trzy ołtarze.
Neobarokowy ołtarz główny został wykonany przez rzeźbiarza Urbanowskiego i jest ozdobiony obrazem Matki Boskiej Bolesnej. Z pozostałych elementów wyposażenia można wyróżnić: późnogotycką kamienną chrzcielnicę, wykonaną w XVI wieku, gotycki relikwiarz ze szczątkami św. Idziego, drewnianą suknię z obrazu Matki Boskiej Bolesnej. W ścianie północnej jest umieszczony gotycki portal wykonany z piaskowca w stylu gotyckim, którego kształt nie zmienił się od XVI wieku.